# MRPL50
MRPL50 (англ. Mitochondrial ribosomal protein L50) – білок, який кодується однойменним геном, розташованим у людей на 9-й хромосомі. Довжина поліпептидного ланцюга білка становить 158 амінокислот, а молекулярна маса — 18 325.
| 10         |  | 20         |  | 30         |  | 40         |  | 50         |
| ---------- |  | ---------- |  | ---------- |  | ---------- |  | ---------- |
| MAARSVSGIT |  | RRVFMWTVSG |  | TPCREFWSRF |  | RKEKEPVVVE |  | TVEEKKEPIL |
| VCPPLRSRAY |  | TPPEDLQSRL |  | ESYVKEVFGS |  | SLPSNWQDIS |  | LEDSRLKFNL |
| LAHLADDLGH |  | VVPNSRLHQM |  | CRVRDVLDFY |  | NVPIQDRSKF |  | DELSASNLPP |
| NLKITWSY   |  |            |  |            |  |            |  |            |

A: Аланін

C: Цистеїн

D: Аспарагінова кислота

E: Глутамінова кислота

F: Фенілаланін

G: Гліцин

H: Гістидин

I: Ізолейцин

K: Лізин

L: Лейцин

M: Метіонін

N: Аспарагін

P: Пролін

Q: Глутамін

R: Аргінін

S: Серин

T: Треонін

V: Валін

W: Триптофан

Кодований геном білок за функціями належить до рибонуклеопротеїнів, рибосомних білків. 
Задіяний у такому біологічному процесі, як альтернативний сплайсинг. 
Локалізований у мітохондрії.